# BiełKA
BiełKA (biał. БелКА, skrót od Беларускі касмічны апарат, Biełaruski kasmiczny aparat) – urządzenie skonstruowane jako pierwszy białoruski sztuczny satelita Ziemi. W wyniku awarii rakiety nośnej nigdy nie znalazło się na orbicie.
Projekt pierwszego białoruskiego sztucznego satelity pojawił się w 2003 roku. „BiełKA” miała się stać elementem białorusko-rosyjskiej grupy satelitów badających Ziemię. Ze strony rosyjskiej w skład grupy wchodzić miały satelity „Monitor” i „Bowmieniec”.
W 2012 został wystrzelony następca satelity pod nazwą BiełKA-2, który dostał się na orbitę.